# Витуский, Анджей
Анджей Витуский (пол. Andrzej Wituski) (родился 23 февраля 1932 года, Познань, Польша) — польский общественный деятель и деятель в области культуры. В 1982—1990 годах президент Познани.

## Биография
Родился в семье Адама и Йоланты (д. Анкевич). Также имел трёх сестёр (Эльжбету, Катаржину и недавно умершую Александру). В 1947—1951 годах учился в VI общеобразовательном лицее имени И. Я. Падеревского в Познани. В 1952—1956 годах студент Высшей экономической школы в Познани, защитил магистерскую дипломную работу. В 1951 году работал на картофельной ферме в Любони. После окончания учёбы недолго работал лектором по культурно-просветительному образованию в доме культуры милиции «Олимпия». Также подрабатывал учителем в Техникуме пищевой промышленности на Виноградах в Познани.
С 1957 по 1965 года сотрудник Познанского мясокомбината, в том числе и на должности управляющего производством. С 1966 по 1970 заместитель директора и директор Городского управления торговли мясными изделиями Познани. В 1971—1972 годах в Городском комитете Познани, где занимал должность главы отдела торговли, промышленности и услуг. В 1973—1982 годах заместитель главы Президиума городского народного совета и вице-президент Познани.
В 1982 году был утверждён на пост директора Познанской международной ярмарки, но отказался от должности, в связи с его избранием на пост президента города. В голосовании в городском совете получил 95 % голосов. Оставался на этом посту до 1990 года.
В 1991—2001 годах директор познанских филиалов различных банков, в том числе: I Коммерческий банк в Люблине, Animex Bank и Кредитный банк. С 2001 года вице-президент, а затем президент Музыкального общества имени Генрика Венявского и директор Международных скрипичных конкурсов имени Г. Венявского (до 2007 года). Член Ротари Интернешнл.

## Достижения
Ещё в студенческие годы был среди основателей Студенческого сатирического театра «Пегазик». Также писал тексты для люблинского театра «Dren 59» и для гданьского студенческого театра «Bim-Bom».
В 1973—1990 годах был руководителем организационных комитетов «Биеннале искусства для детей», «Международного триеннале мебели», Ярмарки святого Иоанна, а также чемпионатов мира и Европы в различных спортивных дисциплинах (гребля на байдарках и каноэ, настольный теннис, спортивная акробатика, баскетбол и борьба).
Был главным инициатором или одним из главных инициаторов создания ряда познанских музеев: Литературного музея Генрика Сенкевича, Музея-мастерской Юзефа Игнация Крашевского, Дома-квартиры Казимеры Иллакович, смены приоритетов использования Старого Рынка в Познани (сделал туристической достопримечательностью и убрал с Рынка угольную котельную), развития территорий района «Мальта», восстановления и реставрации Кладбища заслуженных Великой Польши, реконструкции Познанского пальмового павильона, строительства Дома Полонии, реставрации Гимназии Марии Магдалены, восстановления проведения Ярмарок святого Иоанна. Также был инициатором подписания первого для Познани соглашения о партнёрстве с Ганновером.
Также инициировал строительство Познанского скоростного трамвая. Несмотря на то, что его руководство городом пришлось на период хозяйственного кризиса в ПНР, в Познани при нём шло массовое коммунальное и жилищное строительство. В этот период построены, в числе прочих, Нестаховская трасса, трамвайная линия через горную террасу Ратай и жилые микрорайоны в восточном Пьёнткове и на террасе Ратай.

## Личная жизнь
Женат. Жена Анна. Двое детей Магдалена и Мацей.
В честь 80-летия Витуского, Агнешка Дучмаль организовала концерт под названием «Легенда Витуского», на котором выступили Максим Венгеров, Агата Шымчевская и другие известные артисты. Ведущим концерта был Тадеуш Звефка.
В 2014 году вышла в свет книга «В конце концов, это моя Познань», составленная из записей бесед Витуского с Доротой Ронге-Ющик в течение трёх лет, и являющаяся подведением личных итогов жизни и деятельности Витуского.

## Награды
- Командор ордена Polonia Restituta
- Офицер ордена Polonia Restituta
- Кавалер ордена Polonia Restituta (одновременно присвоены три степени 10 ноября 2000 года)[1]
- Орден Святого Станислава III степени (Польское правительство в изгнании)[2]
- Серебряная медаль «За заслуги в культуре Gloria Artis»
- Медаль Комиссии народного образования
- Медаль Ad Perpetuam Rei Memoriam
- Золотая медаль Польского союза артистов-музыкантов

- Почётный знак города Ганновер (Германия)

- Золотой Гиполит
- Награда Gazety Wyborczej «Гигант»
- титул Видный Великополянин
- золотые почётные знаки спортивных организаций.

## Источник
- Przecież to mój Poznań. Andrzej Wituski w rozmowie z Dorotą Ronge-Juszczyk, Dom Wydawniczy Rebis, Poznań, 2014, s.18,21-22,26,58,65,70,159,295,296,297,299,333 ISBN 978-83-7818-643-4